# Rode flamingo
De rode flamingo (Phoenicopterus ruber), in Bonaire en Curaçao chogogo, in Suriname zeegans, ook wel Caraïbische flamingo of Cubaanse flamingo genoemd, is een flamingosoort die voorkomt in het Caraïbisch gebied en op de Galapagoseilanden. De wetenschappelijke naam van de soort werd in 1758 gepubliceerd door Carl Linnaeus in Systema naturae.

## Kenmerken
Het enige zichtbare verschil tussen beide geslachten is dat mannetjes groter zijn dan de vrouwtjes. Elke poot heeft vier tenen met daartussen zwemvliezen, waardoor de vogels niet gemakkelijk wegzakken in de modderige ondergrond. Flamingo's zijn van nature wit. Hun voedsel (algen en kleine kreeftjes) leidt tot de roze kleur. De algen bevatten carotenoïden, natuurlijke kleurstoffen. Het lichaam maakt van deze stoffen de roze kleur. Deze kleur komt in de veren terecht en daarom zijn de flamingo's roze. De rode flamingo wordt ongeveer 1,2 tot 1,45 m in lengte en weegt 2 tot 4 kg.

## Verspreiding
De rode flamingo komt voor van de zuidoostelijke staten van de Verenigde Staten tot de noordelijke kust van Zuid-Amerika. In het Everglades National Park komen grote groepen rode flamingo's voor. De soort komt voor op Aruba, Curaçao, Bonaire en Sint Maarten en heeft sinds 1934 een beschermde status.

## Leefwijze
Om voedsel te zoeken, trekken rode flamingo's vaak hele einden naar water dat rijk is aan kleine kreeftachtigen en algen. Hij voedt zich door met zijn kop ondersteboven in het water te lebberen, en met de snavel zwevend voedsel uit het water te zeven.

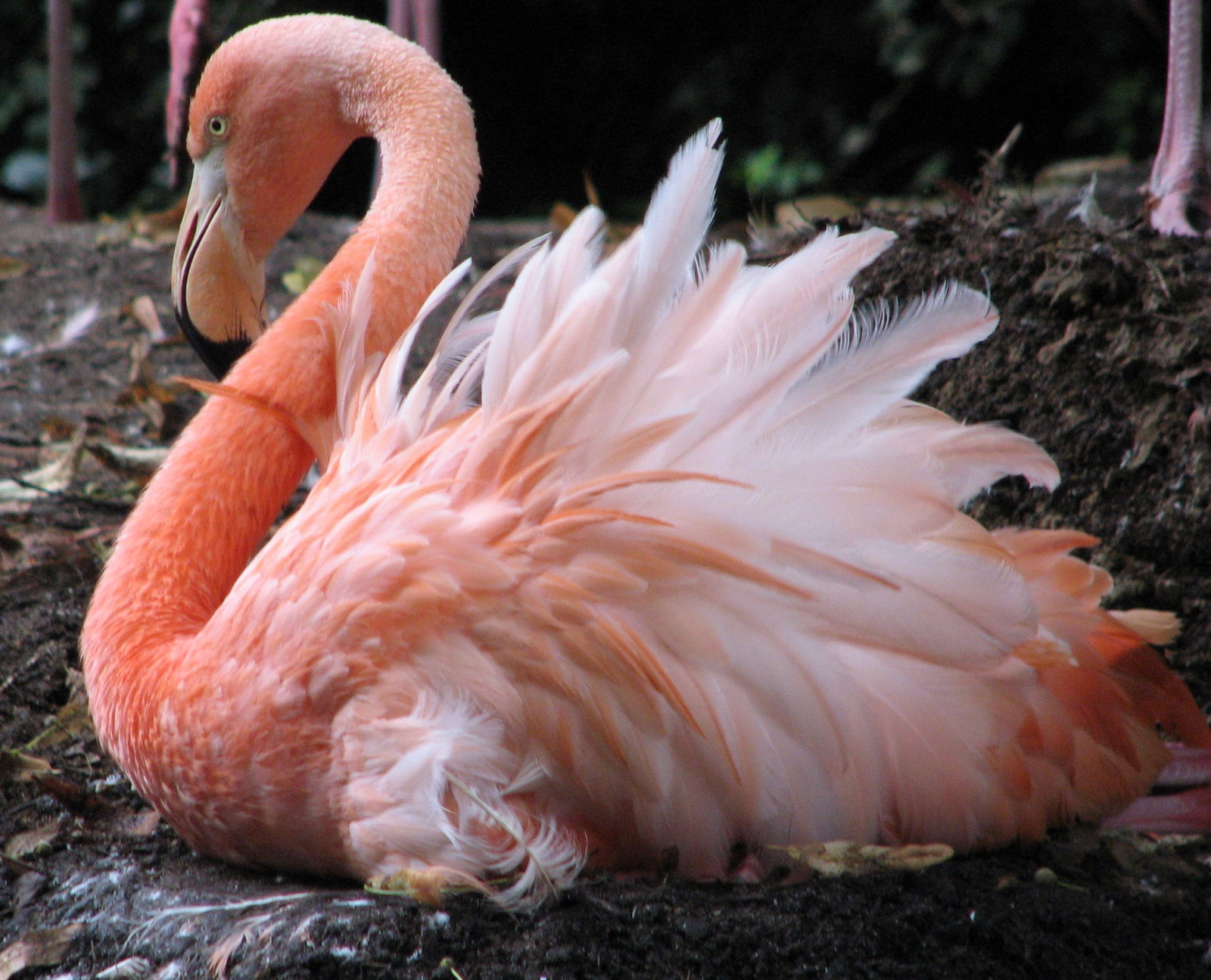
Broedende rode flamingo

## Voortplanting
Op Bonaire broedt de rode flamingo in de saliñas, onder andere in het Pekelmeer, Gotomeer en Slagbaai, in een kolonie van geboetseerde nesten. Rode flamingo's zijn vanaf het 5de of 6de levensjaar geslachtsrijp en leggen slechts één ei per jaar. De broedtijd is 27 tot 31 dagen.